# Pouteria silvestris
Pouteria silvestris là một loài thực vật thuộc họ Sapotaceae. Đây là loài đặc hữu của Costa Rica.